# Synagrops bellus
Synagrops bellus (Goode & Bean, 1896) è un pesce osseo marino appartenente alla famiglia Acropomatidae.

## Distribuzione e habitat
Vive nell'oceano Atlantico in acque profonde, fino a oltre 900 m, anche se di solito non si spinge oltre i 180.

## Distribuzione
Il corpo è allungato e raggiunge una lunghezza massima di 23 cm. La colorazione è scura, bruna nerastra o bruna grigiastra. Le due pinne dorsali sono di piccole dimensioni, mai allungate.

## Predatori
I principali predatori sono altri pesci come Malacocephalus occidentalis, Merluccius albidus e Lophius gastrophysus.